# Триродийуран
Триро̀дийура́н — бинарное неорганическое соединение, интерметаллид
урана и родия
с формулой Rh3U,
кристаллы.

## Получение
- Спекание стехиометрических количеств чистых веществ:

{\displaystyle {\mathsf {U+3Rh\ {\xrightarrow {1700^{o}C}}\ Rh_{3}U}}}

## Физические свойства
Триродийуран образует кристаллы кубической сингонии, пространственная группа P m3m, параметры ячейки a = 0,3992 нм, Z = 1,
структура типа тримедьзолота AuCu3.
Соединение конгруэнтно плавится при температуре 1700 °C.